# Antonäpfel

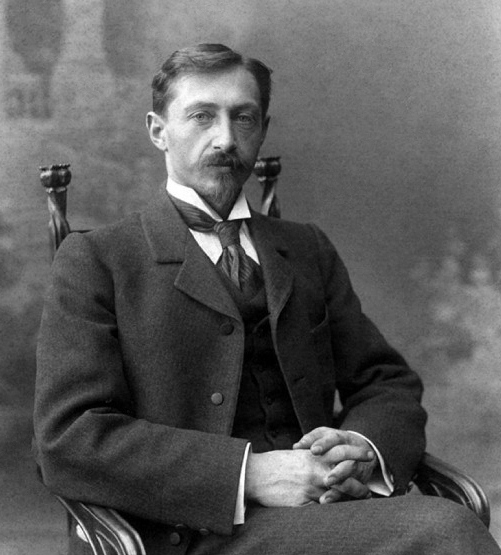
Iwan Bunin im Jahr 1901 auf einem Foto von Maxim Dmitrijew

Antonäpfel, auch Die Antonower Äpfel (russisch Антоновские яблоки, Antonowskije jabloki), ist eine Kurzgeschichte des russischen Nobelpreisträgers für Literatur Iwan Bunin, die 1900 entstand und im selben Jahr im Oktoberheft der Zeitschrift Schisn erschien.

## Editionsgeschichte
Bunin habe an dem Text über Jahre hinweg gefeilt. So ergibt ein Vergleich der beiden Übersetzungen ins Deutsche aus dem Jahr 1903 (Übersetzer Georg Polonskij) und aus dem Jahr 1982 (Übersetzer Georg Schwarz) auch gravierende Unterschiede im Plot.

## Überblick
Russland gegen Ende des 19. Jahrhunderts: Der Text ist in zweierlei Hinsicht lesenswert.
Da sind erstens die herbstlichen beziehungsweise frühwinterlichen Eindrücke im Herrenhaus eines Gutshofs und die Jagd in seiner Umgebung. Wer ähnliche Impressionen mit sich herumträgt, kann zum Beispiel die beschriebenen Apfeldüfte dank der Meisterschaft des Autors als nicht ganz unbekannt wiedererkennen.
Und zweitens erhält der Leser in dieser beinahe wehmütigen Reminiszenz Einblick in das gesellschaftliche Umfeld jener Zeit. Das letzte der vier Kapitel beginnt mit dem Satz: „Der Geruch der Antonäpfel verschwindet aus den Häusern der Gutsbesitzer.“ Es geht in dem schmalen Text um Erinnerungen des Ich-Erzählers und zwar um schöne. Der zitierte Absatz schließt: „... auch das Leben so eines armen Kleingutsbesitzers ist schön!“ Im Jahr 1900 kann der Erzähler die Edelleute nicht mehr erleben, weil sie in der beschriebenen Gegend um Orjol zumeist ausgestorben sind. So huldigt er in den drei ersten Kapiteln dem Auftreten des Landadels, also seiner Verwandten, insbesondere des verstorbenen Schwagers Arseni Semjonytsch, der auf einem Landgut nahe bei Wysselki zu Lebzeiten autark residierte. Zwar ist die Leibeigenschaft seit 1861 aufgehoben, doch das männliche Gesinde zieht immer noch respektvoll die Mütze, wenn ein Herr, wie der Erzähler, den Hof betritt.

## Rezeption
Die Kurzgeschichte wurde kontrovers aufgenommen.
- 1906, Alexander Kuprin parodiert den Text in seinem Zeitungsartikel „И. А. Бунин. Пироги с груздями“ (etwa: I. A. Bunin: Piroggen mit Pilzen).[5]
- 1982, Kasper schreibt
  - Bunin habe brieflich geäußert, er könne die verhasste Leibeigenschaft vergessen, wenn er den Duft der Antonäpfel besinge.[6]
  - Mit dem poetischen Bild vom Apfelduft beklage Bunin eine verlorene Zeit.[7]
  - Gorki habe solche konservative Sicht auf die Vergangenheit als „durchaus nicht demokratisch“[8] bezeichnet.

## Deutschsprachige Ausgaben
Verwendete Ausgabe
- Antonäpfel. Deutsch von Georg Schwarz S. 139–158 in: Iwan Bunin: Antonäpfel. Erzählungen 1892-1911. Herausgabe und Nachwort: Karlheinz Kasper. 536 Seiten. Aufbau-Verlag, Berlin 1982